# Blanca (Múrcia)
Blanca és una vila i municipi a la comarca de l'Alt Segura, al territori històric del Regne de Múrcia. Malgrat la seva pertinença a aquesta comarca està força relacionada històricament amb la de la Val de Ricote, limítrof pel sud amb aquesta mitjançant el terme municipal d'Oxós i per l'oest amb Ricote. Té una superfície de 87,7 km² i una població de 5.987 habitants. Es troba a 10 quilòmetres de la capital de comarca, Cieza. Limita al nord amb Abarán, a l'est amb Molina de Segura, a l'oest amb Ricote i al sud amb Ojós i Ulea.
Té les entitats de població de Bayna, Bulyla, Sanjoy i L'Estació (que compta amb una estació de ferrocarril de la línia Cartagena-Madrid). L'entitat de població de Sanjoy és limítrof amb la zona catalanoparlant de Múrcia, El Carxe, concretament amb l'entitat de La Sarsa.
Fins al segle xiv va ser coneguda com a Negra, en honor de la gran pedra calcària d'aquest color que sobresurt sobre el poble. Existeix la creença que Blanca deu el seu nom a Blanca de Nàpols, ja que aquesta comarca va ser recolonitzada diverses vegades per aragonesos, amb la presa de la Vall de Ricote per part de Jaume el Just.
Entre els fets més destacats ocorreguts en aquesta vila hi ha l'última expulsió dels moriscos murcians en 1615 cap a Algèria, València, les Balears i la península Itàlica. A conseqüència d'això, Blanca compte amb un dels millor conservats nuclis històrics d'origen àrab.
Va representar durant molts anys un dels orígens més prestigiosos en l'exportació de fruites cap a Europa, juntament amb la veïna Abarán
Blanca és el lloc de naixença de coneguts pintors com Pedro Cano, Luis Molina o Raúl Box.

## Climatologia

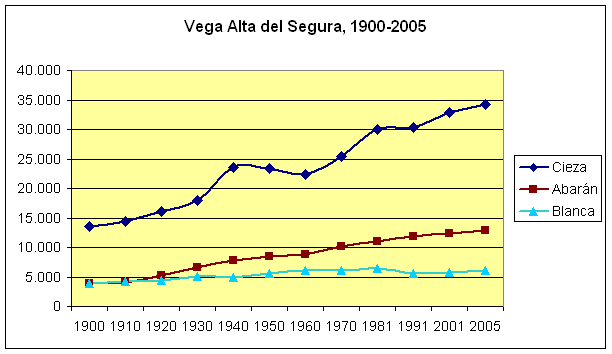
Evolució demogràfica de Blanca (blau cel) en comparació amb els altres municipis de la comarca, 1900-2005

El clima de Blanca s'emmarca dintre del domini semiàrid, registrant uns 332 mm de precipitació que es distribuïx en 38 dies, sent l'època més plujosa les estacions de primavera i tardor. A més, les precipitacions es caracteritzen pel seu caràcter torrencial, caient en solament unes hores, així com per la irregularitat interanual, ja que existeixen anys més humits que uns altres.
Les temperatures elevades registren una mitjana anual de 18 graus amb un hivern suau i un estiu generalment calorós. L'amplitud tèrmica és de 17,7 °C i un terme mitjà de seixanta dies de gelada per any, des de novembre fins a abril, trets d'una certa continentalitat climàtica, malgrat la seva situació mediterrània.

## Història

### Orígens àrabs

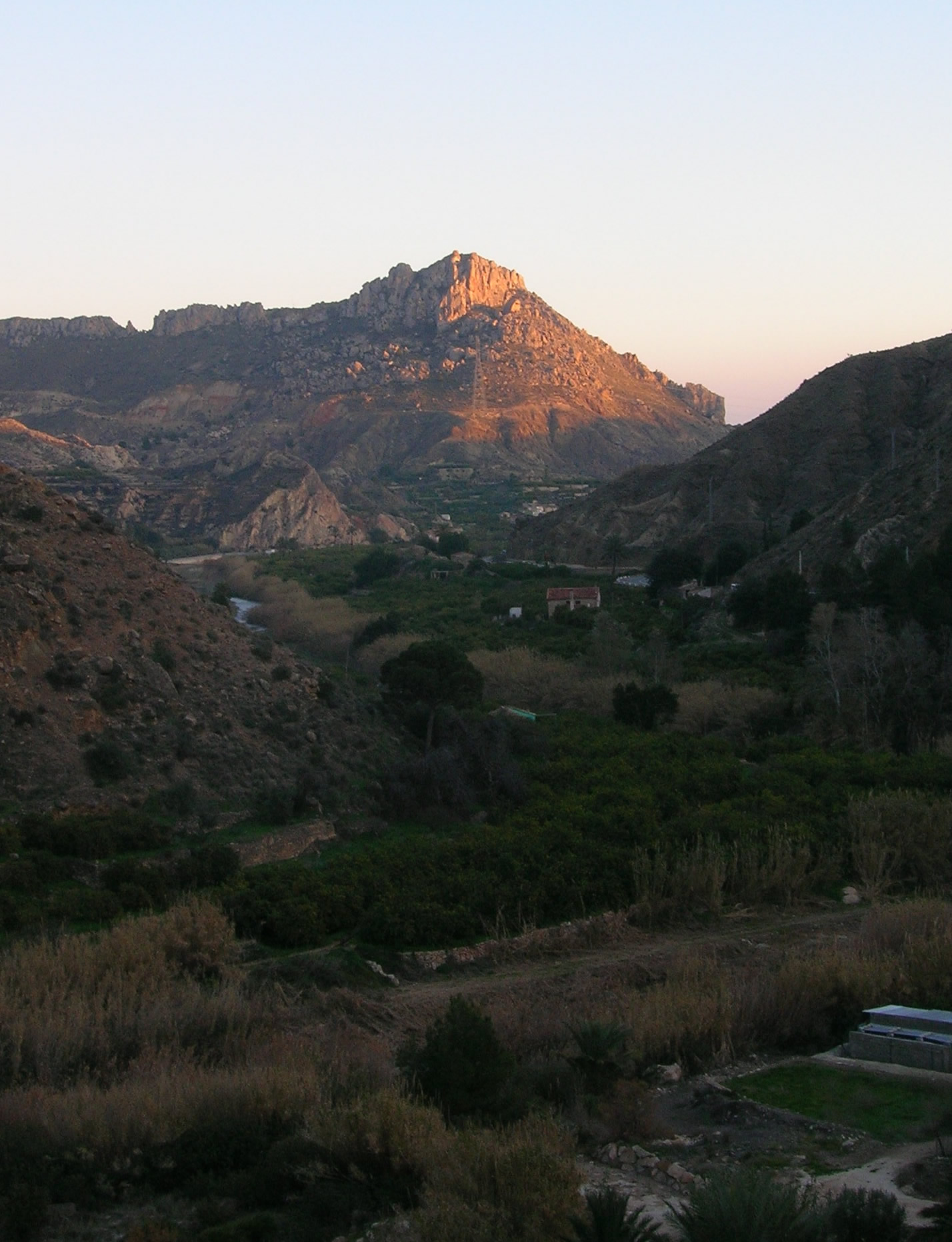
Riu Segura a la rodalia de Blanca

No resulta fàcil determinar quan es porta a terme el primer assentament àrab a Blanca, encara que hagué de realitzar-se abans del segle xii, car el seu castell data d'abans d'aquesta època. No obstant això s'ignora el primer nom de l'alquería àrab, si bé les primeres fonts cristianes l'anomenaren Negra, potser en al·lusió a la Font Negra, que l'autor anònim del còdex àrab considerava com una de les meravelles del món, o bé el nom procedeixi de la Penya Negra, massís rocós d'aquest color que irromp entre les cases de la primitiva vila, precisament entorn de la qual es produïx el primer assentament poblacional.
Blanca apareix sempre vinculada a la Val de Ricote, i és per això que la seva història no pot ser separada del seu entorn i dels avatars d'aquest. La Val de Ricote adquireix notable importància al començament del segle xiii, en 1228 el cabdill àrab Abu Abd Muhamad Ibn Yusuf Ibn Hud (Abn Hud) es rebel·la contra els almohades en el paratge dels Peñascales en un intent de reunificar la península musulmana, fent-se fort en el castell d'Alarbona (Ricote). El governador almohade de Múrcia, Abulabas, s'enfronta inútilment contra el rebel, però Abn Hud assoleix una sonada victòria, de manera que és proclamat emir sota l'autoritat espiritual de Almostansir, el califa abasí de Bagdad. D'aquesta forma, el regne musulmà de Múrcia es converteix en el centre de la península que romania sota dominació islàmica. Es tracta, no obstant això, d'un èxit efímer, car dos anys més tard Abn Hud cau víctima d'una emboscada a Almeria i mor, iniciant-se la decadència del regne murcià, produint-se un període anàrquic. Les fonts castellanes i aragoneses de l'època revelen que més que un regne murcià, existia ja una sèrie de senyorius tals com el de Crevillent, Alacant, Elx, Oriola, Alhama de Múrcia, Aledo, Ricote i Cieza (Cieça llavors).

### Conquesta castellana i etapa aragonesa
Aquesta amenaça per partida triple entre l'Emirat de Gharnata, Aragó i Castella desemboquen en un pacte en 1243 amb els castellans. En Alcaraz es donen cita Ahmed i els senyors del fragmentat Regne de Múrcia, que estaven disposats a sotmetre's a vassallatge a Castella. Per part castellana, a més del príncep Alfons estava el maestre Santiago Pelayo Pérez de Correa i altres cavallers. S'arriba al Tractat d'Alcaraz, un pacte de vassallatge en canvi de què els castellans respectessin la religió i costums musulmans. No obstant això solament Crevillent, Cieza i Alhama finalment accepten el vassallatge, ja que tant Alacant com la Val de Ricote es neguen a acceptar la dominació castellana. Donada la situació, Don Alfons va haver de recórrer a les armes per a imposar l'ordre castellà en els territoris rebels. El 10 d'agost de 1266 Alfons X de Castella signava a Sevilla un privilegi pel qual incloïa a Blanca i les localitats ricotenques dintre del consell de Múrcia, atorgant a aquesta ciutat furs especials.
A fi de guanyar-se els favors de l'Orde de Santiago, Sanç IV de Castella promet la Val de Ricote a aquest orde, en 1285. No obstant això, és llavors quan es produïx la conquesta catalano-aragonesa de la zona, així com de gran part del Regne de Múrcia. Jaume II d'Aragó lliura la vila de Blanca a Bernard de Sarrià, encara que aquesta incorporació tampoc és duradora, aconseguint el comendador Juan López la prompta devolució a l'orde de Santiago, encara que el municipi havia estat poblat amb colons d'origen lleidatà, igual que succeïa amb tota la franja oriental del Regne de Múrcia. Jaume el Just ordena des de Carinyena en 1303 que concedeixi a Juan López quant demana. En l'ordre del rei, en llengua llatina, encara es coneix aquesta vila sota el nom de Negra. Aquest mateix any es lliurava la vila a Juan Osores, sota el domini de la qual es perd la denominació de Negra. Negra passa a denominar-se Blanca, nom que duu en l'actualitat.
Tanmateix a partir d'aquella època, es produïxen els primers esforços a cristianitzar la població mudèjar existent, fet interromput per la guerra entre Manueles i Fajardos que afectaria a tot el Regne de Múrcia. Blanca es veu compromesa a prestar homes, blat i vi per a la contesa. Després d'aquesta, es procedeix de nou a la cristianització de la zona. De fet, ja al començament del segle xvi es crea la parròquia de Blanca, edificada sobre l'antiga mesquita, gest inequívoc de la voluntat castellana d'evangelitzar als moriscs blanquenys i que seria presagi del que posteriorment seria una expulsió en tota regla d'elements àrabs per a ser substituïts per cristians vells d'origen català, castellà i aragonès.
Ja en el segle xvi, la vila de Blanca queda inclosa, juntament amb la resta del Val de Ricote, en l'ajuntament de Caravaca, depenent del govern de Villanueva dels Infants, fins que mitjançant la real cèdula de 1566, aquest ajuntament es converteix en sis: Caravaca, Aledo, Totana, Moratalla, Ricote i Cieza. És poc després quan Blanca assoleix el privilegi de ser reconeguda com a villazgo, atorgat per Felip II en 1591. Mitjançant aquest privilegi, Blanca podria triar els seus propis alcaldes i altre personal administratiu. Aquesta situació es manté fins a 1667 quan la Vall de Ricote queda sota la influència de Cieza.

### Conversió i expulsió dels moriscs
Molts moriscs, per a aquell llavors, ja s'havien convertit a la fe cristiana. Uns altres, malgrat els avantatges materials que comportava tanta conversió, continuaven aferrats en secret a les seves creences, alimentant l'esperança d'una possible reconquesta àrab. Aquesta realitat no era desconeguda pels cristians vells amb els quals convivien, els quals veien amb temor una possible aliança dels seus veïns àrabs amb els del nord d'Àfrica. Aquesta possibilitat era més real després de la rebel·lió en les alpujarres. Sobre la conversió dels mudèjars de Blanca trobem opinions contradictòries sobre els quals apostaven per la seva integració en la fe i societat catòlica, i aquells que preferien una expulsió total, ja que Blanca era considerada com un lloc particularment perillós, en ser probablement l'assentament morisc de major grandària, per contra d'altres viles on ja predominava la població cristiana (cas de Villanueva del Río Segura). A més, es considerava gairebé escandalosa la naturalitat amb la qual alguns moriscs practicaven la religió àrab i la forma de conservar la llengua i tradicions. Finalment, i afegit a tot això, cap destacar que l'origen d'aquests moriscs era granadí, i no convers. Els moriscs d'origen granadí constituïen un continu problema tant per a Felip III com per als habitants cristians de la vila.
El religiós Juan de Pereda en 1612 observar de primera mà la situació de Blanca en aquell any, destacant que les gents de la vila ja no parlaven l'àrab, menjaven cansalada, bevien vi i altres costums prohibits per l'Islam, així com duien bastant temps sense ser molestats per la Inquisició. Tot això perquè en 1609 es determinava l'expulsió dels moriscs valencians, i a l'any següent els murcians castellans i andalusos. Aquesta expulsió va afectar directament als moriscs d'origen granadí que vivien en la vila. L'expulsió dels moriscs de la Vall de Ricote es va deure, a més, a l'estratègica situació d'aquest enclavament i la proximitat de les viles que ho componien, el que feia témer una revolta. Així, Felip III va disposar una sèrie de navilis i uns 280 homes a Cartagena a fi de transportar a 2500 moriscs en 1613 cap a una destinació, que si bé en principi incert, és de suposar que serien les costes nord-africanes. Així les coses, la població de Blanca va sofrir un fort recés, que la va situar en uns 100 habitants. El procés de repoblació va consistir en l'adjudicació de béns dels moriscs als colons cristians que procedien d'Aragó, Catalunya i Castella.

### Segle XVIII. Blanca pren part per l'arxiduc Carles d'Austria

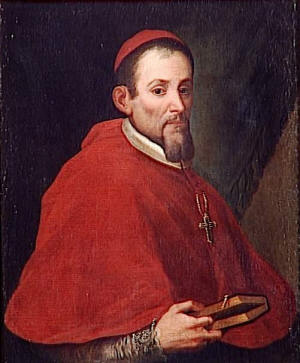
Els veïns de Blanca no van prendre partit pel Cardenal Belluga

En el recompte poblacional de 1713, la població de Blanca s'havia mantingut gairebé igual, no obstant això seguia al capdavant dels municipis de la Vall. En la contesa d'anys enrere, Blanca va prendre partit per l'arxiduc Carles d'Àustria contra la monarquia borbònica, per contra del que succeïa en la major part del regne. És Martín Molina De la Vega qui convenç als veïns que no col·laborin amb Felipe V. Argumenta per a això que amb la victòria de l'arxiduc finalitzaria l'època de penúries de segles enrere i gaudirien d'una major llibertat. La prova més evident és que Blanca no envia cap home a la defensa borbònica de Múrcia, en la famosa batalla de l'Hort de les Bombes, mentre que la resta de pobles de la vall si, en ple estiu de 1706. Molina De la Vega tracta de convèncer, de forma inútil a la resta de pobles de Vall. A més, Molina va ser traït i l'encomana procedeix a embargar al poble com càstig a la seva col·laboració pro-austriacista.
En el cens de Floridablanca de 1787 la vila té prop de 1800 habitants i els habitatges es trobaven en bon estat, el que era símptoma de la creixent prosperitat del poble. La parròquia compta amb sacerdot propi i el poble amb cinc gentilhomes, un advocat, un escrivà, sis estudiants, dinou pagesos, cinc comerciants i nou artesans.

### Seglexix. Creixement demogràfic i la fi del domini santiguista
Continua el procés demogràfic ascendent, en gran manera perquè la vila es veu lliure del brot de febre groga, que es cobra gran quantitat de vides a Múrcia i Cartagena, entre elles la del cèlebre escultor Francisco Salzillo. És per aquest motiu que el cor catedralici de Múrcia es refugia a Blanca fugint de la malaltia. Blanca comença a abandonar a poc a poc el costum d'enterrar als seus morts dintre de l'església i es construïx per primera vegada un cementiri, seguint les lleis de Carlos III, qui havia disposat aquest criteri. Durant el trienni liberal, el Regne de Múrcia es fragmenta entre conservadors i liberals. Blanca presa partit pel bàndol liberal, sens dubte decisió influïda pels anhels d'escapar definitivament del poder de l'Ordre de Santiago. A mitjan segle xvii l'encomana era governada pels infants. El papa havia concedit al Rei l'encomana de Ricote o la qual estimés oportuna. En 1750 es decideix el rei per la de Ricote. AL morir l'infant Don Luís ocupen el seu càrrec els infants Carlos María i Francisco de Paula. En 1810, la regència del Regne, davant la necessitat de diners, decideix que tres quartes parts del producte de l'encomana s'inverteixin en les necessitats de l'estat, però en 1814 amb la tornada de Ferran VII, novament els infants continuen percebent el total dels ingressos. Durant el trienni liberal se'ls despulla d'aquest privilegi, però en 1823, la nova regència de Ferran VII anul·la la decisió del govern constitucional.
En el concordat amb la santa seu i el govern espanyol, les rectories de Calasparra, Caravaca, Yeste i Totana integren el bisbat de Cartagena, pel que Blanca queda per fi lliure del poder santiaguista i dels infants de la casa real. Es procedeix a la divisió de Múrcia en tretze partits, on Blanca quedarà enquadrada en el de Cieza.
Durant la dècada ominosa, Blanca queda lligada al partit de Mula fins a 1834 on Blanca queda, ja definitivament, en el partit de Cieza. La riquesa del poble en aquell moment estreba en l'exportació de fruiteres a diversos punts d'Europa, desplaçant a la tradicional indústria de l'espart.

## Tradicions

### Dia de la mona. Romiatge de Sant Roque
Blanca aprofita qualsevol motiu per a venerar al seu patró, San Roque. Una pràctica habitual és llançar coets, ja que la pólvora, com succeïx en la veïna València, forma part arrelada dels festejos. El romiatge té lloc el divendres de Pasqua, una setmana després de Divendres Sant. La festa comença amb el toc de campanes i el llançament de "traques" i "carretons". La gent, abillada amb indumentària de camp es tira al carrer en la plaça major i, després de l'aparició del sant s'inicia la processó fins al límit del poble, on comença formalment el romiatge, en el recorregut del qual es menja la tradicional mona i es beu vi. Durant aquests dies són tradicionals les cercaviles amenitzades pel popular "tío de la pita".

### Bous al carrer
Aquesta festa, novament en honor de Sant Roque, té lloc a mitjan agost. De l'ambient del romiatge es passa a les calors de l'estiu i, amb ells, les revetlles i especialment els bous al carrer, el qual és considerat per la majoria d'habitants, la major de les festes del poble. La solta dels bous és sens dubte el moment àlgid de les festes, on arriben a reunir-se més de 30.000 persones vingudes de Múrcia, Alacant i de València, en els pobles de les quals també és tradicional aquest tipus de festes. Tenen la declaració de Festeig d'Interès turístic regional

## Artesania
Mereix esment l'artesania de catifes que van constituir durant molts segles l'ocupació quotidiana de molts habitants de Blanca. Les catifes solen estar fetes d'espart i cànem combinant colors, dibuixos i formes de trenat diverses. Posteriorment es va utilitzar la fulla de blat de moro com matèria primera. Actualment el treball d'espart és bastant minoritari, ocupant a un sector petit i envellit de la localitat. Destaca també, dintre del treball amb espart, la fabricació de les famoses espardenyes, tan típiques des de Catalunya fins a la província d'Almeria.